# Iglesia de Taxiarques
La iglesia de Taxiarques (en griego: Εκκλησία Παμμέγιστοι Ταξιάρχες) es un edificio bizantino de la ciudad de Salónica, probablemente de la época del reinado de la dinastía Paleólogo. No iglesia no forma parte del conjunto de Monumentos paleocristianos y bizantinos de Tesalónica que fueron declarados por la UNESCO Patrimonio de la Humanidad en 1988, ya que no se encuentra expresamente entre los bienes enumerados.

## Historia
Como en el caso de la iglesia del Profeta Elías, el nombre original de esta iglesia se perdió durante el período otomano, cuando se convirtió en una mezquita. Esta transformación se debió al bey Hüseyin Gazi durante el siglo XVI y la mezquita fue conocida como Iki Şerife Camii, («mezquita con dos balcones»), refiriéndose a los dos balcones del alminar. Según la tradición popular griega que data de este tiempo, esta singular arquitectura recuerda simbólicamente que la iglesia estaba dedicada anteriormente a los dos arcángeles (taxiarques) Miguel y Gabriel. 
La iglesia está datada de la primera mitad del siglo XIV, por su comparación con estilos arquitectónicos de otros monumentos cristianos de Tesalónica. Sirvió también para un monasterio católico. La cripta importante que la caracteriza, en este caso, habría servido como una necrópolis de los monjes. 
Al igual que muchas otras mezquitas, fue usada para el culto cristiano después de la toma de la ciudad por los griegos en el año 1912 y dedicada a los taxiarques. La parte occidental es una reconstrucción contemporánea (1953) y muestra numerosos cambios introducidos en el edificio durante su historia en la arquitectura original.

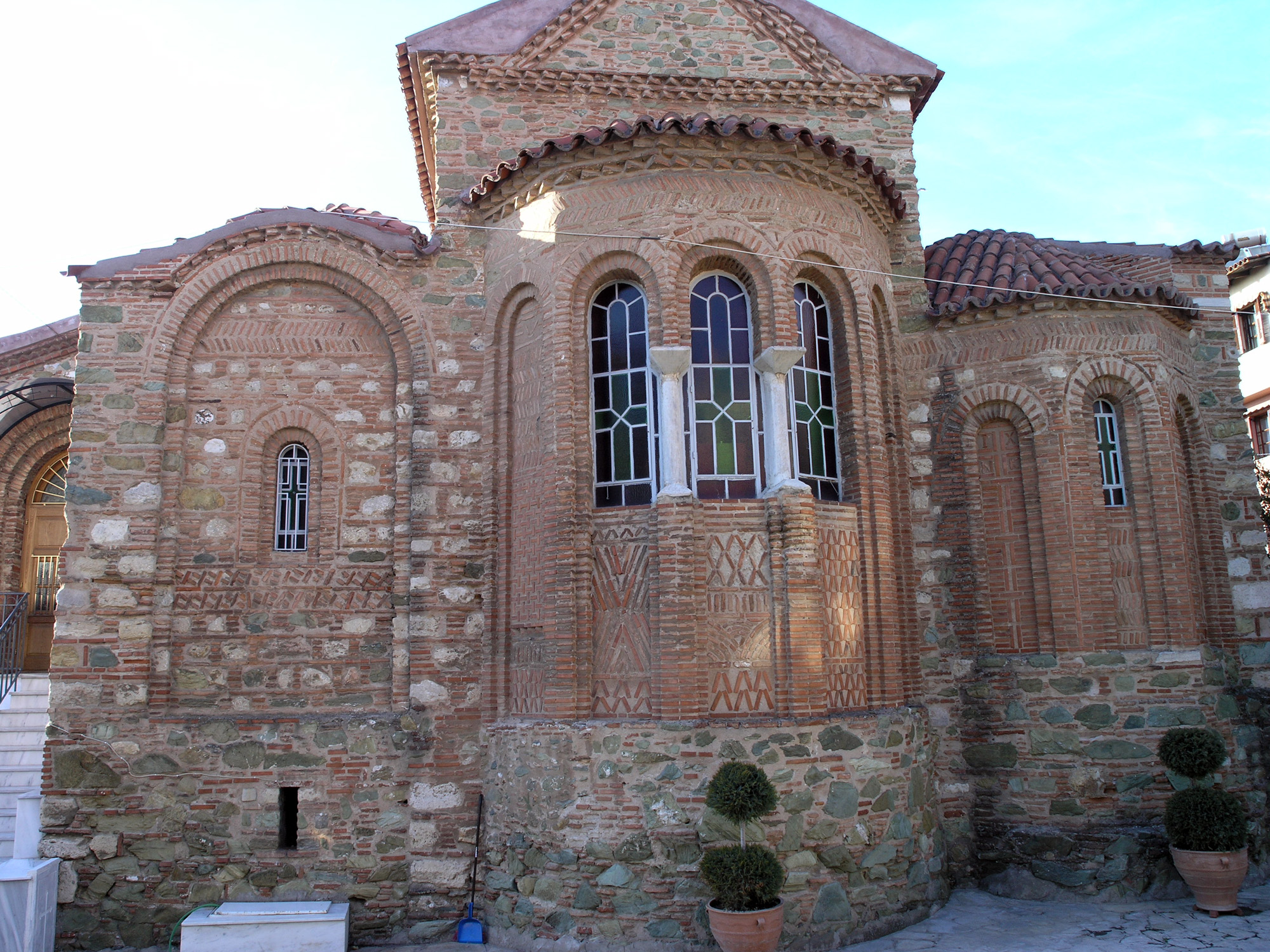
Ábside de la iglesia de Taxiarques.
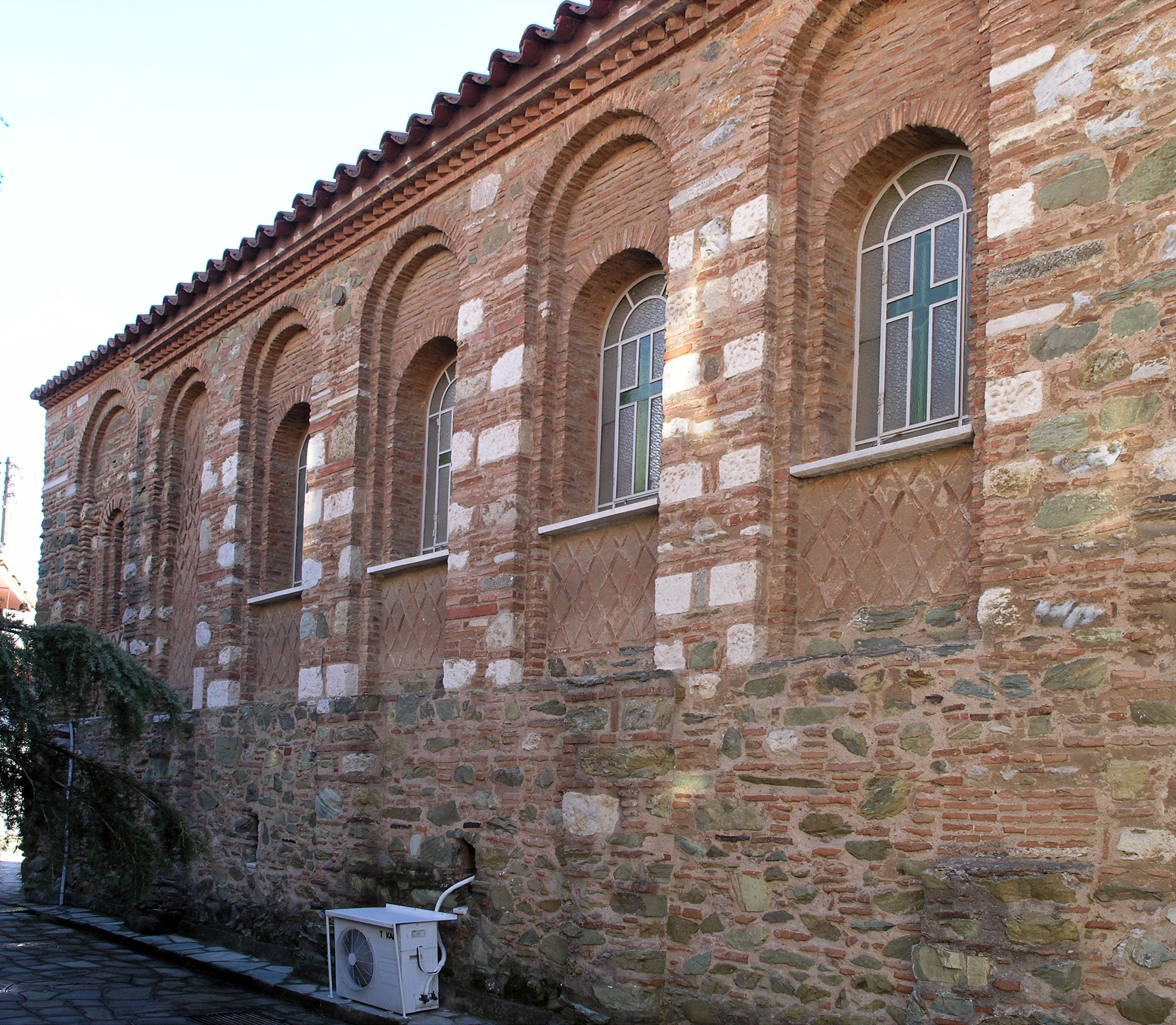
Fachada norte de la iglesia de  Taxiarques.